# 弘徳寺 (茨城県八千代町)
弘徳寺（こうとくじ）は、茨城県結城郡八千代町にある真宗大谷派の寺院。

## 前史
開基の信楽の父である相馬師常は、1201年（建仁元年）に出家し、法然の弟子となった。この年は浄土真宗宗祖親鸞が法然に弟子入りした年でもある。子の相馬義清（後の信楽）も、そういう経緯により浄土信仰に親しんでいた。

## 歴史
親鸞が常陸国真壁郡（現・同県下妻市小島）の小島草庵にいたころ、相馬義清は薬師如来の霊夢により、親鸞のもとを訪れ、法話を聴いた後、義清は親鸞に弟子入りし、「信楽」を名乗った。そして自分の屋敷を寺院化したのが当寺の起源である。
親鸞に弟子した信楽であったが、親鸞の教義（浄土真宗）に異議を唱え、親鸞から離れたことがあった。弟子の一人が親鸞に「信楽に渡した物（本尊など）は取り返すべきでないか？」と主張したが、親鸞はその主張を否定し「（親鸞も信楽も）同じ阿弥陀如来の弟子であり、同行（仲間）であるのだから、（自分が信楽に渡した物を）あたかも親鸞自身の私物であるようなことを言うべきでない。」とし、信楽の行動を不問に付した。後に信楽は前非を悔い、覚如に謝罪して浄土真宗に復帰したという。

## 文化財
- 木造阿弥陀如来立像（八千代町指定文化財 平成9年10月1日指定）[3]

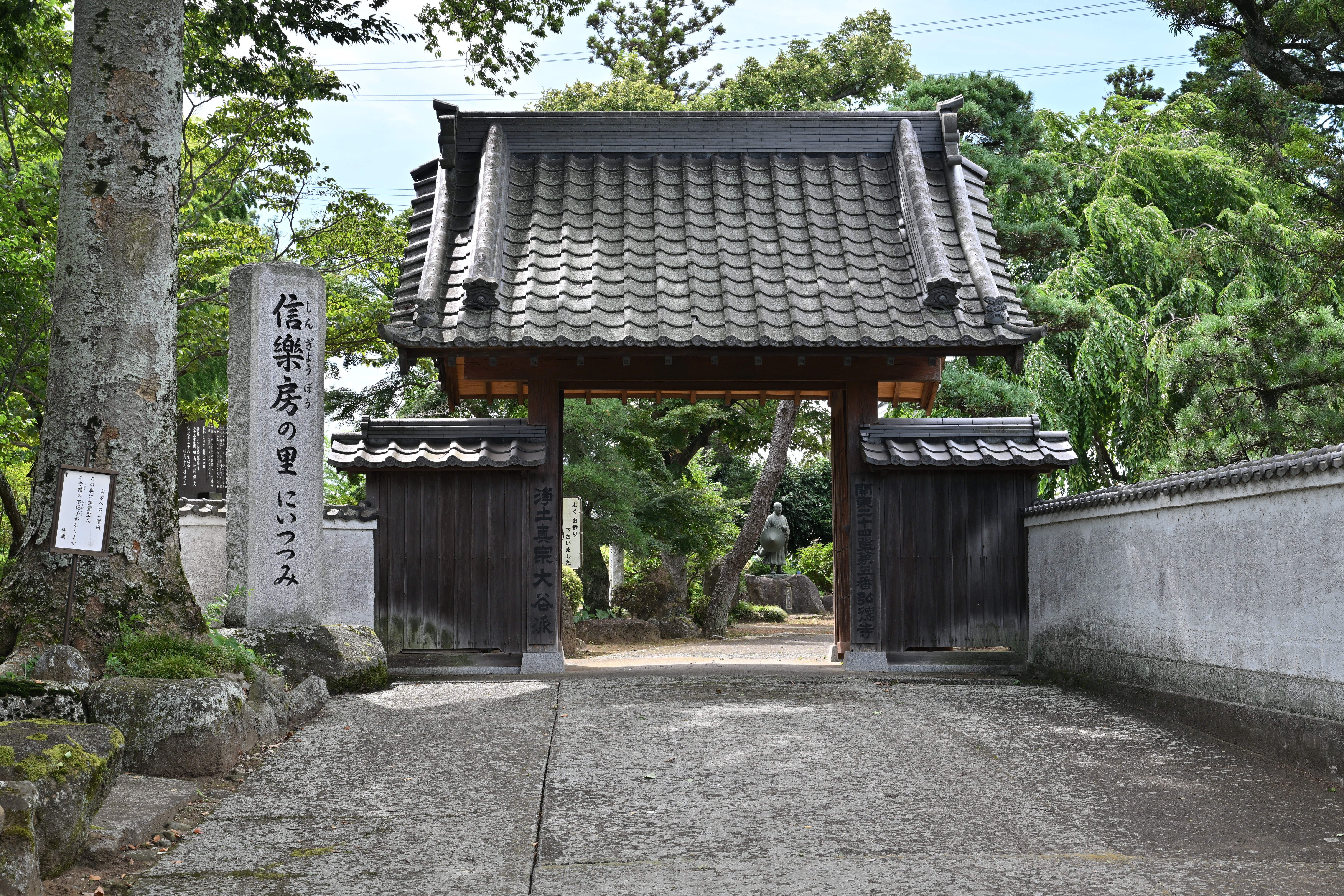
山門
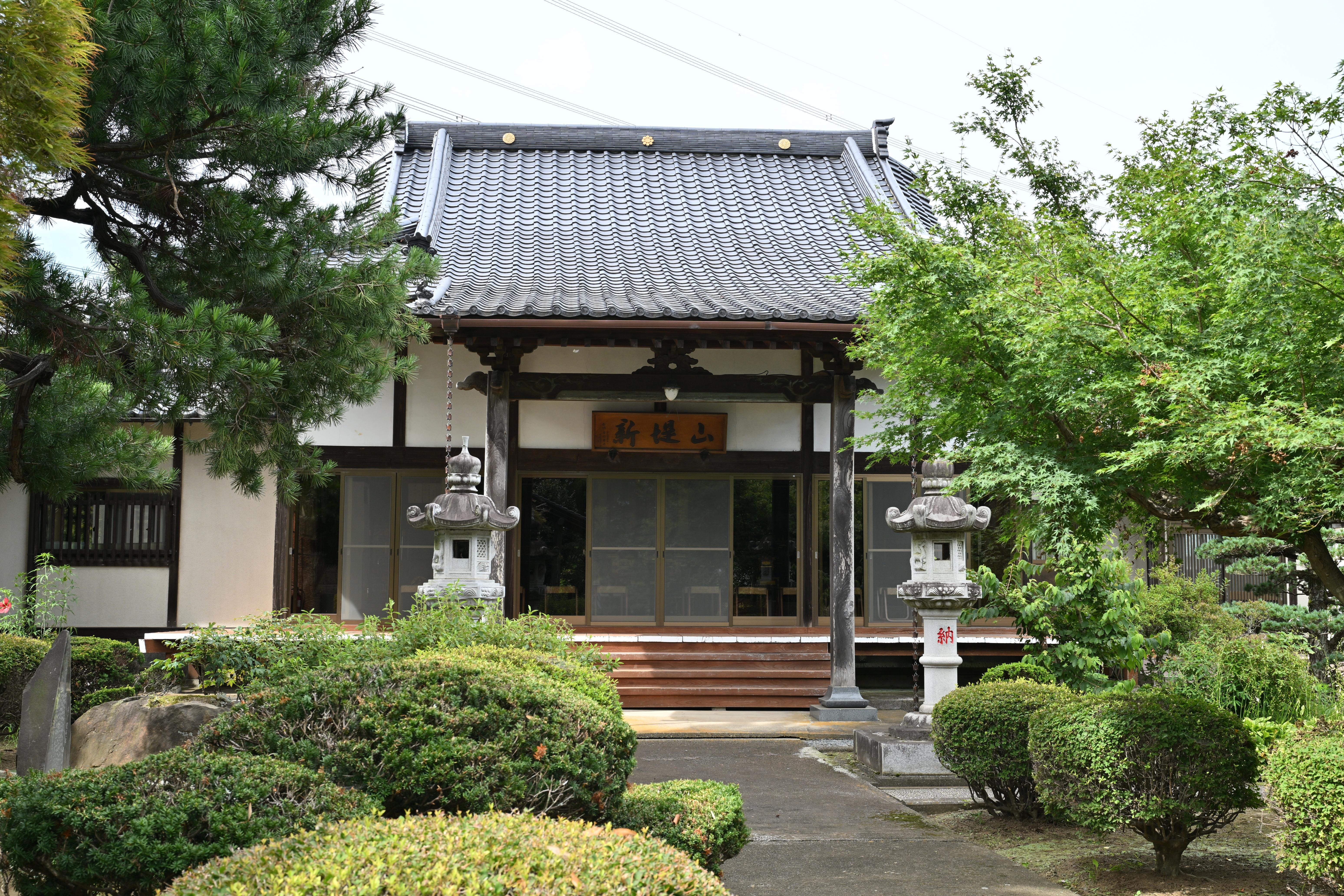
本堂
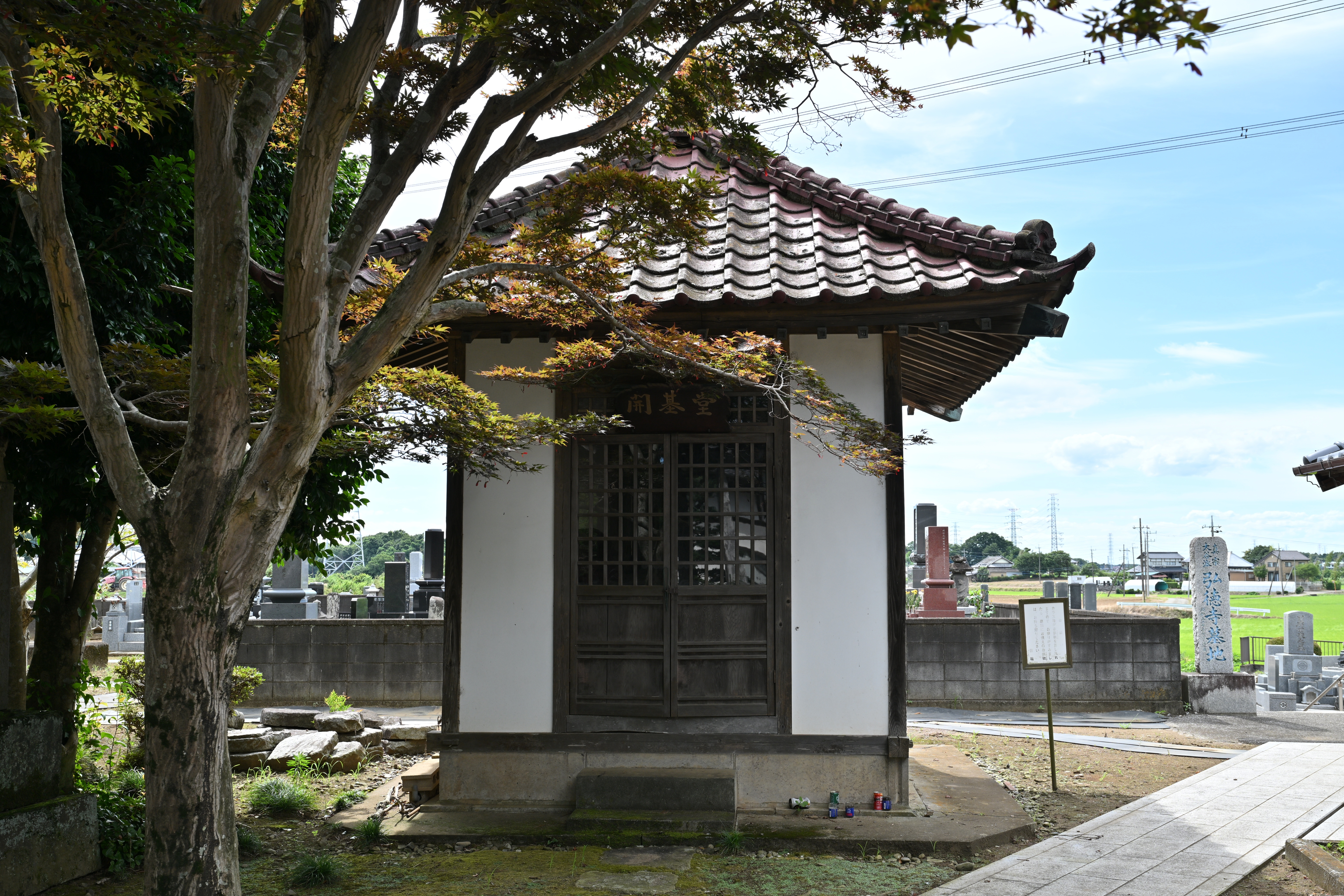
開基堂

## 交通アクセス
- 坂東ICより車18分。